# Unterheide (Bergisch Gladbach)
Unterheide ist ein Ortsteil im Stadtteil Asselborn von Bergisch Gladbach.

## Geschichte
Der Name Unterheide nimmt Bezug auf die frühneuzeitliche Siedlung Heide, deren Höfe dem Hofgericht des Herkenrather Fronhofs unterstanden. Soweit in der Region das Wort Heide im Zusammenhang mit einem Ortsnamen auftaucht, leiten sich diese Siedlungsnamen von der Lage auf dem bergischen Heidesandstreifen ab. Um 1800 hat man zur Unterscheidung das Bestimmungswort mit „Ober“ und „Unter“ ergänzt. Die Herkenrather Kirchenbankordnung von 1630 („Ordnung der Kirchen Bänken dahier zo Herkenrath“) nennt nur den Gesamtbegriff guiter zur Heyden. Im Urkataster wird bereits unterscheiden zwischen Oberstheide und Unterstheide.